# Pszecha
Pszecha (ros. Пшеха) – rzeka w europejskiej części Rosji, lewy dopływ rzeki Biełaja. Przepływa przez Adygeję i Kraj Krasnodarski.
Długość rzeki – 139 km. Powierzchnia zlewni – 2090 km².

## Informacje ogólne
Ma swój początek między szczytami Fiszt i Pszecha-Su w Adygeji. Następnie przepływa przed rejon apszeroński (w tym przez miasto Apszerońsk) i rejon biełorieczenski w Kraju Krasnodarskim. Uchodzi do rzeki Biełaja w okolicy miasta Biełorieczensk.